# Gouvernement Rinne
République de Finlande
Sipilä Marin
Le gouvernement Rinne (en finnois : Rinteen hallitus, en suédois : Regeringen Rinne) est le gouvernement de la république de Finlande du 6 juin au 10 décembre 2019, durant la XXXVIIIe législature du Parlement de Finlande.
Il est dirigé par le social-démocrate Antti Rinne et formé d'une coalition à cinq partis entre les sociaux-démocrates, le Parti du centre, la Ligue verte, l'Alliance de gauche et le Parti populaire suédois de Finlande. Bénéficiant d'une majorité de 117 députés sur 200, il succède au gouvernement Sipilä.

## Coalition et historique
Dirigé par le nouveau Premier ministre social-démocrate Antti Rinne, ancien ministre des Finances, ce gouvernement est composé et soutenu par une coalition entre le Parti social-démocrate de Finlande (SDP), le Parti du centre (Kesk), la Ligue verte (Vihr), l'Alliance de gauche (Vas) et le Parti populaire suédois de Finlande (SFP). Ensemble, ils disposent de 117 députés sur 200, soit 58,5 % des sièges de l'Eduskunta.
Il est formé à la suite des élections législatives du 14 avril 2019.
Il succède donc au gouvernement du centriste Juha Sipilä, formé d'une coalition entre le Kesk, le Parti de la coalition nationale (Kok) et Réforme bleue (SIN).

### Formation
Trois semaines après le scrutin, le 8 mai, le président du SDP Antti Rinne annonce avoir l'intention d'ouvrir des négociations en vue de constituer une majorité avec le Kesk, la Vihr, la Vas et le SFP. Sa décision repose sur une série d'échanges préliminaires au cours de la semaine précédente. Elles sont conclues positivement le 3 juin et prévoient un exécutif de 18 ministres, un tiers revenant aux sociaux-démocrates et confiant les ministères des Affaires étrangères et de l'Intérieur aux écologistes, les ministères des Finances, de la Défense et de l'Économie aux centristes et le ministère de la Justice aux suédophones.
Lors de la séance parlementaire du 6 juin, Antti Rinne est élu Premier ministre par 111 voix pour et 74 voix contre, ayant par ailleurs reçu le vote favorable du seul député du Mouvement maintenant (LN). Il est ensuite assermenté avec le reste du cabinet, dont 58 % des ministres sont des femmes, ce qui en fait l'un des plus féminisés de l'histoire du pays après le gouvernement Vanhanen II en 2007. Le gouvernement est par ailleurs plus jeune que les précédents. Il s'agit par ailleurs du premier cabinet dirigé par les sociaux-démocrates depuis 20 ans,.

### Succession
Rinne présente la démission de son gouvernement le 3 décembre 2019 à la suite d'une crise de confiance provoquée par le Parti du centre. Ce dernier réagit à un scandale politique ayant éclaté à la suite de révélations concernant la ministre des Affaires locales et des Réformes, Sirpa Paatero,  accusée d'avoir été informée du projet du service postal de modifier le statut d'un grand nombre de ses agents vers un autre plus précaire, et de l'avoir sciemment caché aux députés. Rinne continue à assurer les affaires courantes jusqu'à la nomination du gouvernement Marin.

## Composition
- Les nouveaux ministres sont indiqués en gras, ceux ayant changé d'attributions en italique.

| Poste                                               | Titulaire | Titulaire                                           | Parti |
| --------------------------------------------------- | --------- | --------------------------------------------------- | ----- |
| Premier ministre                                    |           | Antti Rinne                                         | SDP   |
| Vice-Premier ministre                               |           | Mika Lintilä (jusqu'au 12/09/2019) Katri Kulmuni    | Kesk  |
| Ministre des Finances                               |           | Mika Lintilä                                        | Kesk  |
| Ministre des Affaires étrangères                    |           | Pekka Haavisto                                      | Vihr  |
| Ministre de l'Intérieur                             |           | Maria Ohisalo                                       | Vihr  |
| Ministre du Commerce extérieur et du Développement  |           | Ville Skinnari                                      | SDP   |
| Ministre de la Justice                              |           | Anna-Maja Henriksson                                | SFP   |
| Ministre du Travail                                 |           | Timo Harakka                                        | SDP   |
| Ministre de la Défense                              |           | Antti Kaikkonen                                     | Kesk  |
| Ministre des Affaires locales et des Réformes       |           | Sirpa Paatero                                       | SDP   |
| Ministre des Transports et des Communications       |           | Sanna Marin                                         | SDP   |
| Ministre de l'Éducation                             |           | Li Andersson                                        | Vas   |
| Ministre de la Science et de la Culture             |           | Annika Saarikko (jusqu'au 09/08/2019) Hanna Kosonen | Kesk  |
| Ministre des Affaires européennes                   |           | Tytti Tuppurainen                                   | SDP   |
| Ministre de l'Environnement et du Climat            |           | Krista Mikkonen                                     | Vihr  |
| Ministre de l'Agriculture et des Forêts             |           | Jari Leppä                                          | Kesk  |
| Ministre des Affaires économiques                   |           | Katri Kulmuni                                       | Kesk  |
| Ministre des Affaires sociales et de la Santé       |           | Aino-Kaisa Pekonen                                  | Vas   |
| Ministre de la Famille et des Services sociaux      |           | Krista Kiuru                                        | SDP   |
| Ministre de la Coopération nordique et de l'Égalité |           | Thomas Blomqvist                                    | SFP   |